# 塔利緬卡 (塔利緬卡區)
塔利缅卡（羅馬化：Talʹmenka）是俄罗斯阿尔泰边疆区的市级镇、塔利缅卡区行政中心，位于鄂毕河右支流丘梅什河畔。附近有乌斯季塔利缅卡站。
该地2021年有人口18,854人；2010年人口18,814；2002年人口20,016；1989年人口19,720。